# Segona divisió de la lliga espanyola de futbol americà
La segona divisió de la lliga espanyola de futbol americà, anomenada oficialment Iberian Football League (IFL) fou la segona categoria de la lliga espanyola de futbol americà. Des de la temporada 2007-08 hi participen també clubs de Portugal. La competició s'inicià l'any 2003 i finalitzà el 2009. Entre el 2003 i el 2008 s'anomenà Liga Nacional de Fútbol Americano 2 (LNFA 2).
El 2009 deixà de celebrar-se, sent substituïda el 2010 pel què l'Agrupación Española de Fútbol Americano (AEFA) denominà challenges, un format flexible de partits entre equips disputats sota la modalitat de 7x7, a Espanya i per la Lliga Portuguesa de Fútbol Americà a Portugal.

## Historial[1]
| Any  | Campió                 | Finalista              | Resultat |
| ---- | ---------------------- | ---------------------- | -------- |
| 2003 | Barcelona Uroloki      | Coyotes Santurce       | ?        |
| 2004 | Barcelona Uroloki      | Zaragoza Lions         | 26-18    |
| 2005 | Barcelona Uroloki      | Granada Lions          | 52-32    |
| 2006 | Barcelona Uroloki      | Las Rozas Black Demons |          |
| 2007 | Las Rozas Black Demons | Terrassa Reds          | 38-18    |
| 2008 | Reus Imperials         | Argentona Bocs         | 15-12    |
| 2009 | Reus Imperials         | Valencia Giants        | 16-10    |
| 2010 | Reus Imperials         | Valencia Giants        | 20-14    |
| 2012 | Las Rozas Black Demons | Valencia Giants        |          |
| 2013 | Granada Lions          | Barberà Rockies        |          |
| 2014 | Mallorca Voltors       | Reus Imperials         |          |
| 2015 | Reus Imperials         | Barberà Rockies        |          |
| 2016 | Murcia Cobras          | L'Hospitalet Pioners   |          |
| 2017 | Las Rozas Black Demons | L'Hospitalet Pioners   |          |